# Torneo WTA de Bucarest 2018
El BRD Bucarest Open 2018 fue un torneo profesional de tenis jugado en canchas de arcilla roja. Se trató de la quinta edición del torneo y formó parte del WTA Tour 2018. Se llevó a cabo en Arenele BNR en Bucarest (Rumania), entre el 16 y el 22 de julio de 2018.

## Distribución de puntos
| Modalidad           | Campeona | Finalista | Semifinales | Cuartos de final | 2ª ronda | 1ª ronda | Clasificadas | 3ª ronda de clasificación | 2ª ronda de clasificación | 1ª ronda de clasificación |
| Individual femenino | 280      | 180       | 110         | 60               | 30       | 1        | 18           | 14                        | 10                        | 1                         |
| Dobles femenino     | 280      | 180       | 110         | 60               | -        | 1        | -            | -                         | -                         | -                         |

## Cabezas de serie

### Individuales femenino
| Tenista              | Ranking | Preclasificada |
| Anastasija Sevastova | 21      | 1              |
| Mihaela Buzărnescu   | 28      | 2              |
| Irina-Camelia Begu   | 36      | 3              |
| Petra Martić         | 43      | 4              |
| Sorana Cîrstea       | 51      | 5              |
| Ana Bogdan           | 59      | 6              |
| Pauline Parmentier   | 63      | 7              |
| Polona Hercog        | 64      | 8              |

- Ranking del 2 de julio de 2018.[2]

### Dobles femenino
| Tenista                         | Ranking | Preclasificada |
| Mihaela Buzărnescu Raluca Olaru | 82      | 1              |
| Monique Adamczak Jessica Moore  | 127     | 2              |
| Irina Bara Nicola Geuer         | 171     | 3              |
| Lidziya Marozava Arantxa Rus    | 178     | 4              |

## Campeonas

### Individual femenino
Anastasija Sevastova venció a  Petra Martić por 7-6(7-4), 6-2

### Dobles femenino
Irina-Camelia Begu /  Andreea Mitu vencieron a  Danka Kovinić /  Maryna Zanevska por 6-3, 6-4